# Liodessus miersii
Liodessus miersii là một loài bọ cánh cứng trong họ Bọ nước. Loài này được White miêu tả khoa học năm 1847.